# Серапион Синдонит
Серапио́н Синдони́т († 350 или 356 год, или 386 год; ошиб.(?) V век, греч. Σεραπίων ο Σινδωνίτης) — раннехристианский святой, аскет, в православии преподобный. Жил в Египте; совершив паломничество в Рим, вернулся в Египет, где и умер. Прозвище Синдонит получил, «так как с юности и до кончины ходил в одной верхней белой одежде» (греч. Σινδόνη, синдон — плащаница, льняная одежда).
Дни памяти:
- в католической церкви — 21 мая[2] (по французским источникам, 21 марта[3]).
- в православной церкви — 7 апреля, 14 мая[4].

Кроме Серапиона Синдонита, в современном ему Египте жил другой святой с тем же именем — Серапион Тмуитский, он же Серапион Исповедник, или Серапион Схоластик (родился в начале IV века — умер после 362 года).

## Житие
С самой юности Серапион «жил, как птица небесная, не имея пристанища, и по несколько дней не ел, не имея на что купить хлеба». Говорят, что даже свой синдон, по которому все его узнавали, однажды отдал «нищему, дрожавшему от холода,… оставшись полунагим». Желая проверить, на самом ли деле нестяжателен преподобный, один философ дал ему золотую монету на покупку хлеба и стал наблюдать. Серапион взял у хлеботорговца один хлеб, расплатился и ушёл, не дожидаясь получения сдачи — как объясняется, «не придавая значения стоимости монеты».
Серапион был христианином сам, и активно призывал других встать следом за ним «на путь спасения», используя для этого свои особые пути. Так, желая обратить ко Христу одного греческого актёра, Серапион продал себя ему в рабство, и таким образом стал жить при его доме. В результате «актёр, поражённый примером святой жизни праведника, уверовал и крестился вместе со своей семьей». После этого актёр просил Серапиона оставаться с ним — уже не рабом, а наставником и другом. Однако преподобный удалился, при этом вновь отказался от предложенных ему денег.
Под конец жизни Серапион замыслил посетить Рим. Сев на корабль, он ничего не заплатил корабельщикам. Потом они заметили, «что старец уже пятый день ничего не ест, стали питать его ради Бога и тем самым исполнили заповедь Господню». По прибытии в Рим преподобный продолжал странствовать, «переходя из дома в дом, не имея ничего, собирая лишь богатство духовное для себя и для ближнего своего». Греческий источник рассказывает, что во время этого паломничества Серапион посетил женщину-затворницу, и спросил, почему она не путешествует. Затворница ответила: «Здесь я сижу. В путешествиях мне тоже придётся сидеть».

Σεραπίων ο Σινδωνίτης, ταξίδευε µια φορά για προσκύνηµα στη Ρώµη. Εκεί του είπαν για µια περίφηµη έγκλειστη, µια γυναίκα που ζούσε πάντα σ' ένα µικρό δωµάτιο, χωρίς ποτέ να βγαίνει έξω. ∆υσπιστώντας για τον τρόπο της ζωής της -γιατί ο ίδιος ήταν ένας µεγάλος περιπλανώµενος- ο Σεραπίων την επισκέφθηκε και τη ρώτησε: «Γιατί κάθεσαι εδώ;» κι εκείνη του απάντησε: «∆εν κάθοµαι. Ταξιδεύω».— Κάλλιστος Γουέαρ, Επίσκοπος Διοκλείας. «Ο Ορθόδοξος δρόμος»
Вернувшись из Рима, Серапион вновь поселился в своём пристанище.